# Brasil en la Copa Mundial de Fútbol de 2002
La selección de Brasil fue uno de los 32 equipos participantes en la Copa Mundial de Fútbol de 2002, torneo que se llevó a cabo del 31 de mayo al 30 de junio en Corea del Sur y Japón.
El entrenador fue Luiz Felipe Scolari y el capitán Cafú. Brasil conquistó su quinto título mundial, convirtiéndose en el país con más Copas del Mundo ganadas hasta la fecha.

## Clasificación

### Tabla de posiciones
| Pos. | Selección | Pts | PJ | PG | PE | PP | GF | GC | Dif. |
| ---- | --------- | --- | -- | -- | -- | -- | -- | -- | ---- |
| 1.   | Argentina | 43  | 18 | 13 | 4  | 1  | 42 | 15 | 27   |
| 2.   | Ecuador   | 31  | 18 | 9  | 4  | 5  | 23 | 20 | 3    |
| 3.   | Brasil    | 30  | 18 | 9  | 3  | 6  | 31 | 17 | 14   |
| 4.   | Paraguay  | 30  | 18 | 9  | 3  | 6  | 29 | 23 | 6    |
| 5.   | Uruguay   | 27  | 18 | 7  | 6  | 5  | 19 | 13 | 6    |
| 6.   | Colombia  | 27  | 18 | 7  | 6  | 5  | 20 | 15 | 5    |
| 7.   | Bolivia   | 18  | 18 | 4  | 6  | 8  | 21 | 33 | –12  |
| 8.   | Perú      | 16  | 18 | 4  | 4  | 10 | 14 | 25 | –11  |
| 9.   | Venezuela | 16  | 18 | 5  | 1  | 12 | 18 | 44 | –26  |
| 10.  | Chile     | 12  | 18 | 3  | 3  | 12 | 15 | 27 | –12  |

### Partidos
| Fecha                   | Lugar          | Jornada |           | Resultado |           |
| ----------------------- | -------------- | ------- | --------- | --------- | --------- |
| 28 de marzo de 2000     | Bogotá         | 1       | Colombia  | 0:0       | Brasil    |
| 26 de abril de 2000     | São Paulo      | 2       | Brasil    | 3:2 (2:1) | Ecuador   |
| 4 de junio de 2000      | Lima           | 3       | Perú      | 0:1 (0:1) | Brasil    |
| 28 de junio de 2000     | Río de Janeiro | 4       | Brasil    | 1:1 (0:1) | Uruguay   |
| 18 de julio de 2000     | Asunción       | 5       | Paraguay  | 2:1 (1:0) | Brasil    |
| 26 de julio de 2000     | São Paulo      | 6       | Brasil    | 3:1 (2:1) | Argentina |
| 16 de agosto de 2000    | Santiago       | 7       | Chile     | 3:0 (2:0) | Brasil    |
| 3 de septiembre de 2000 | Río de Janeiro | 8       | Brasil    | 5:0 (1:0) | Bolivia   |
| 8 de octubre de 2000    | Maracaibo      | 9       | Venezuela | 0:6 (0:5) | Brasil    |
| 15 de noviembre de 2000 | São Paulo      | 10      | Brasil    | 1:0 (0:0) | Colombia  |
| 28 de marzo de 2001     | Quito          | 11      | Ecuador   | 1:0 (0:0) | Brasil    |
| 25 de abril de 2001     | São Paulo      | 12      | Brasil    | 1:1 (0:0) | Perú      |
| 1 de junio de 2001      | Montevideo     | 13      | Uruguay   | 1:0 (1:0) | Brasil    |
| 15 de agosto de 2001    | Porto Alegre   | 14      | Brasil    | 2:0 (1:0) | Paraguay  |
| 5 de septiembre de 2001 | Buenos Aires   | 15      | Argentina | 2:1 (0:1) | Brasil    |
| 7 de octubre de 2001    | Curitiba       | 16      | Brasil    | 2:0 (0:0) | Chile     |
| 7 de noviembre de 2001  | La Paz         | 17      | Bolivia   | 3:1 (1:1) | Brasil    |
| 14 de noviembre de 2001 | São Luís       | 18      | Brasil    | 3:0 (0:0) | Venezuela |

### Goleadores
| Jugador          | Goles | PJ |
| ---------------- | ----- | -- |
| Romário          | 8     | 5  |
| Rivaldo          | 8     | 15 |
| Luizão           | 2     | 3  |
| Edílson          | 2     | 6  |
| Zago             | 2     | 5  |
| Vampeta          | 2     | 15 |
| Marcelinho       | 1     | 4  |
| Euller           | 1     | 4  |
| Alex             | 1     | 7  |
| Roque Júnior     | 1     | 8  |
| Juninho Paulista | 1     | 9  |

### Asistentes
| Jugador              | Goles | PJ |
| -------------------- | ----- | -- |
| Edílson              | 4     | 5  |
| Vampeta              | 4     | 5  |
| Cafu                 | 3     | 13 |
| Juninho Paulista     | 2     | 6  |
| Juninho Pernambucano | 2     | 5  |
| César Sampaio        | 1     | 15 |
| Roberto Carlos       | 1     | 4  |
| Antônio Carlos Zago  | 1     | 4  |
| Ronaldinho           | 1     | 7  |
| Euller               | 1     | 8  |
| Sylvinho             | 1     | 9  |
| Belletti             | 1     | 9  |
| Denílson             | 1     | 9  |
| Rivaldo              | 1     | 9  |

Brasil pasó por un ciclo inestable con cuatro entrenadores durante la fase de clasificación: Vanderlei Luxemburgo (8 partidos), Emerson Leão (3 partidos), Candinho (1 partido) y Luiz Felipe Scolari (6 partidos). Fueron convocados 104 jugadores y perdieron seis de sus nueve partidos fuera de casa.
El mandato de Vanderlei Luxemburgo, que comenzó con un empate 1-1 con Yugoslavia en un amistoso en São Luís, incluyó la conquista de la Copa América 1999, pero tras ser descalificado en los Juegos Olímpicos de Sydney 2000 por Camerún en cuartos de final, con dos jugadores más sobre el terreno de juego, además de varias acusaciones en los tribunales, el seleccionador fue destituido en septiembre de 2000. En aquel momento, Luxemburgo fue acusado de falsedad, evasión fiscal y de beneficiarse de la venta de jugadores. El seleccionador llegó a un acuerdo con el Ministerio Fiscal, pagó una indemnización, cambió su nombre de Wanderley a Vanderlei y modificó su fecha de nacimiento.
Emerson Leão asumió el cargo en 2001 tratando de establecer un "equipo de la patria" con sólo jugadores que actuaban en Brasil, con el argumento de que los jugadores de Europa no respetaban a la selección nacional. Leão fue despedido en el aeropuerto de Narita, en Japón, poco antes de partir para Brasil, tras la derrota ante Australia en el partido por el tercer puesto de la Copa FIFA Confederaciones 2001. El período fue conocido como la "era Leomar", debido a la sorprendente convocatoria del centrocampista Leomar Leiria, entonces jugador del Sport Recife. En una entrevista concedida a Rádio Transamérica en 2013, el entonces presidente del club, Luciano Bivar, dijo que había dado dinero a un lobista para que Leomar fuera convocado a la selección, pero no dijo si el dinero había llegado al entrenador en aquel momento. En su momento, Leão calificó de ridículas las declaraciones de Bivar.
Luiz Felipe Scolari se hizo cargo de la selección en junio de 2001. En la Copa América 2001, varios jugadores pidieron dejar la selección, como el centrocampista Mauro Silva, que anunció su decisión en el aeropuerto de salida hacia Colombia por miedo a la violencia. Romário renunció porque iba a ser operado del ojo. Brasil fue descalificado de la competición por Honduras en cuartos de final, lo que se consideró un "fiasco histórico". La clasificación para el Mundial no llegó hasta la última jornada, con una victoria por 3-0 sobre Venezuela. El partido decisivo se jugó en Maranhão para complacer a los políticos, debido al temor del presidente de la CBF, Ricardo Teixeira, a ser investigado.

## Preparación
Datos correspondientes al periodo entre la finalización de la Copa FIFA Confederaciones de 2001 y el inicio de la Copa Mundial de Fútbol de 2002

### Partidos previos
| Fecha                | Lugar        | Competición |            |                           | Resultado |                                            |            |
| -------------------- | ------------ | ----------- | ---------- | ------------------------- | --------- | ------------------------------------------ | ---------- |
| 9 de agosto de 2001  | Curitiba     | Amistoso    | Brasil     | Bandera de Brasil         | 5:0 (4:0) | Bandera de Panamá                          | Panamá     |
| 31 de enero de 2002  | Goiânia      | Amistoso    | Brasil     | Bandera de Brasil         | 6:0 (1:0) | Bandera de Bolivia                         | Bolivia    |
| 6 de febrero de 2002 | Riad         | Amistoso    | A. Saudita | Bandera de Arabia Saudita | 0:1 (0:0) | Bandera de Brasil                          | Brasil     |
| 7 de marzo de 2002   | Cuiabá       | Amistoso    | Brasil     | Bandera de Brasil         | 6:1 (2:0) | Bandera de Islandia                        | Islandia   |
| 22 de marzo de 2002  | Fortaleza    | Amistoso    | Brasil     | Bandera de Brasil         | 1:0 (0:0) | Bandera de República Federal de Yugoslavia | Yugoslavia |
| 17 de abril de 2002  | Lisboa       | Amistoso    | Portugal   | Bandera de Portugal       | 1:1 (0:0) | Bandera de Brasil                          | Brasil     |
| 25 de mayo de 2002   | Kuala Lumpur | Amistoso    | Malasia    | Bandera de Malasia        | 0:4 (0:0) | Bandera de Brasil                          | Brasil     |

En vísperas de la Copa Mundial de la FIFA 2002, hubo un clamor popular para que Romário, que tenía 36 años, fuera convocado. Una encuesta de Datafolha indicaba que el 69% de los aficionados querían ver a Romário en el Mundial. El jugador fue visto almorzando con el presidente Ricardo Teixeira en vísperas de la convocatoria. Incluso el entonces Presidente de la República, Fernando Henrique Cardoso, se manifestó públicamente a favor del jugador: "Yo soy Romário. De eso no hay duda. El resto no lo contestaré. Romário, yo banco".
Romário no fue convocado para el Mundial y Luiz Felipe Scolari se justificó más tarde: "Fui invitado a Río de Janeiro para una determinada situación en la CBF y un almuerzo con Ricardo Teixeira. El mismo día, Romário había salido de una reunión con Ricardo (...) Almorzamos y me dijo: 'Felipe, elige a tus jugadores, tú eres el que sabe de la selección, tú eres el que va a ser responsable. Es tu decisión. Romário es un jugador fantástico en los últimos 20 metros. Pero tuve que formar un equipo con un poco más de movimiento y una defensa más fuerte. No podía depender de Romário para eso. En mi opinión, necesitaba más velocidad". Ricardo Teixeira se enfadó y no proporcionó ninguna seguridad para que Felipão saliera de la sede de la CBF. Un grupo de cincuenta manifestantes, con pancartas y carteles a favor de la convocatoria de Romário, acosó al entrenador y estuvo a punto de volcar el taxi de Felipão.
Djalminha, el centrocampista que con toda seguridad jugaría el Mundial, le dio un cabezazo a su entrenador, Javier Irureta, de La Coruña, en un entrenamiento. "Estaba muy indeciso entre Djalminha y Kaká en la convocatoria final", explicó Felipão. "Mi idea era quedarme con Djalminha. Después del episodio pensé: '¿Voy a llevar a alguien que ha tenido problemas? ¿Cómo lo interpretarán los demás jugadores y los medios de comunicación?". Según Vampeta, Djalminha llegó borracho al entrenamiento del equipo para un amistoso contra Cataluña en mayo de 2002 y acusó a Felipão: "¿Llamas a este niño [Kaká] y no me llevas porque discutí con el entrenador? ¿No sabes lo que le pasó?".
Éste ha sido el último Mundial para el que se ha convocado a más jugadores que juegan en Brasil que en el extranjero.

## Campaña en la Copa del Mundo
El sorteo de la fase final del mundial determinó que Brasil, designado al grupo C. Compartió su grupo con Turquía, Costa Rica y China. Brasil comenzó el mundial venciendo 2-1 a la selección turca, el partido se le complicó a Brasil cuando el turco Hasan Şaş marcó el 0-1 al final del primer tiempo. En el segundo tiempo, Brasil presionó a la complicada escuadra eurasiática y remontó el encuentro con Ronaldo al 50' y Rivaldo al 87' de penal. El penalti debería haberlo lanzado Ronaldinho, pero Rivaldo asumió la responsabilidad: "Según mi esquema, Ronaldinho debería haberlo lanzado, pero cuando recogió el balón, miró al banquillo. Cuando ves a un jugador mirar al banquillo, sabes que algo está pasando. En lenguaje popular, estaba cagado. Entonces el entrenador piensa: '¡Oh, Jesús!' Es entonces cuando aparecen los líderes del equipo. Rivaldo lo hizo así [gesto] Yo dije: '¡Eres tú! En ese momento, no es sólo el jugador el que está cagado, el entrenador también". 
En el segundo partido goleó 4-0 a una débil selección china, el partido fue sentenciado en el primer tiempo donde se marcaron tres anotaciones, Roberto Carlos al 15', Rivaldo al 32', Ronaldinho al 45' de penal y Ronaldo al 55' anotó el definitivo.
En el último encuentro goleó 5-2 sin complicaciones a la selección costarricense, en un emocionante partido, donde Ronaldo en tres minutos marcó doblete (10' y 13'); mientras Edmílson al 38' marcó el 3-0; a pesar de ello los centroamericanos se acercaron 3-2 en el marcador con anotaciones de Paulo Wanchope al 39' y Rónald Gómez al 59'. A pesar del buen momento costarricense, Rivaldo al minuto 62' y Júnior al 64' sentenciaron el partido. Gracias al triunfo la «scrath» logró el primer lugar del grupo con 9 puntos, con 11 goles a favor, y sólo 3 en contra.
Brasil pasó a octavos de final, venciendo sin complicaciones por 2-0 a la selección belga con los tantos de Rivaldo (67') y Ronaldo (87'). Ronaldo declaró en 2022 a Tiago Leifert: "El partido de Bélgica fue el más difícil. Empezamos mal, les anularon un gol, no estábamos jugando bien, hasta que Rivaldo encontró una genialidad.".
En cuartos de final, se cruzó con una de las candidatas al título, la selección de Inglaterra; durante el juego, los británicos se adelantaron al 23' gracias a un contragolpe que anotó Michael Owen. Antes de finalizar la primera parte en tiempo de reposición, Rivaldo empató el marcador con una gran jugada a la contra. Sin embargo el gol del pase brasileño lo marcó la joven promesa Ronaldinho al 50', tiro libre desde fuera área en el cuál el arquero inglés David Seaman colaboró a ingresar el balón. Ronaldinho negó que fuera involuntario: "Ya me había dado cuenta, cuando miramos los vídeos de los otros partidos, de que su portero siempre estaba un poco adelantado. Así que la posibilidad estaba ahí. Junto con la suerte, resultó ser un gol precioso". En este partido, Ronaldinho fue expulsado por un pisotón a Danny Mills.
En la antesala de la final, volvieron a toparse con los turcos, nuevamente como en el partido de grupo fue muy complicado el trámite. Pero el goleador Ronaldo marcó el único gol del partido al 49'. La jugada en la que Denílson fue perseguido por cuatro turcos se hizo famosa. Según Denílson: "Volví al hotel, la prensa se me acercó y me dijo que había hecho la jugada del Mundial. Y yo no hice mucho caso (...) Sólo me di cuenta de la repercusión cuando dejé de jugar, porque la gente me pregunta por esa jugada en cualquier sitio, en cualquier evento o en el trabajo. La imagen nunca sale de la mente de los aficionados. El gol decisivo fue obra de Ronaldo en una jugada individual similar a la de Romário contra Suecia en la primera fase del Mundial de 1994. Según Ronaldo: "Fue un gol a lo Romario, en la única ocasión que tuve en la segunda parte".
Brasil se clasificó por tercera vez consecutiva a la final de la Copa Mundial tras ganar la de 1994 y perder la de 1998, así igualó el récord que poseía Alemania (1982, 1986 y 1990).
En la final, disputaron el título ante la selección de Alemania, quien tenía como figuras a Miroslav Klose, el portero Oliver Kahn, Christian Ziege, Oliver Bierhoff, entre otros, dirigidos por Rudi Völler. Michael Ballack quien no disputó el encuentro por sanción. Felipão: "En el último partido, empezaron a circular rumores sobre quién sería el máximo goleador. Llamé a los dos (Ronaldo y Rivaldo), hablé con ellos y bromearon. Fueron situaciones creadas para que si había algo [yo estuviera prevenido]".
Siendo ligeramente superiores a Alemania, corría el minuto 67' cuando un disparo de Rivaldo desviado por Kahn le cayó a Ronaldo, quien empujó el balón para marcar el 1-0. Aún con el título en la bolsa, Ronaldo aumentó la ventaja al 79' para sentenciar la final con un 2-0. Al finalizar el compromiso, Brasil obtuvo su quinta copa mundial y la segunda en ocho años. Cafú y Ronaldo se proclamaron bicampeones mundiales tras haberlo conseguido en Estados Unidos 1994.
La selección brasileña ganó todos los partidos, al igual que Uruguay en 1930, Italia en 1938 y Brasil en 1970.

## Uniforme

### Oficial

#### Manga corta
| Opción 1 | Opción 2 | Opción 3 | Opción 4 |

#### Manga larga
| Opción 1 | Opción 2 | Opción 3 | Opción 4 |

### Alternativo

#### Manga corta
| Opción 1 | Opción 2 | Opción 3 | Opción 4 |

#### Manga larga
| Opción 1 | Opción 2 | Opción 3 | Opción 4 |

### Portero

#### Manga corta
| Opción 1 | Opción 2 | Opción 3 |

#### Manga larga
| Opción 1 | Opción 2 | Opción 3 |

### Entrenamiento

#### Manga corta
| Opción 1 | Opción 2 |

#### Manga larga
| Opción 1 | Opción 2 |

### Cuerpo técnico
|  |

## Plantel
| #  | Nac | Nombre              | Posición      | Club                |
| -- | --- | ------------------- | ------------- | ------------------- |
| 1  |     | Marcos              | Portero       | Palmeiras           |
| 2  |     | Cafú                | Defensa       | AS Roma             |
| 3  |     | Lúcio               | Defensa       | Bayer Leverkusen    |
| 4  |     | Roque Júnior        | Defensa       | AC Milan            |
| 5  |     | Edmílson            | Defensa       | Olympique de Lyon   |
| 6  |     | Roberto Carlos      | Defensa       | Real Madrid         |
| 7  |     | Ricardinho          | Mediocampista | Corinthians         |
| 8  |     | Gilberto Silva      | Mediocampista | Atlético Mineiro    |
| 9  |     | Ronaldo             | Delantero     | Inter de Milán      |
| 10 |     | Rivaldo             | Delantero     | FC Barcelona        |
| 11 |     | Ronaldinho          | Mediocampista | Paris Saint-Germain |
| 12 |     | Dida                | Portero       | Corinthians         |
| 13 |     | Juliano Belletti    | Defensa       | São Paulo           |
| 14 |     | Anderson Polga      | Mediocampista | Grêmio              |
| 15 |     | Kléberson           | Mediocampista | Atlético Paranaense |
| 16 |     | Júnior              | Defensa       | Parma Football Club |
| 17 |     | Denilson            | Delantero     | Real Betis          |
| 18 |     | Vampeta             | Mediocampista | Corinthians         |
| 19 |     | Juninho Paulista    | Mediocampista | Flamengo            |
| 20 |     | Edilson             | Delantero     | Cruzeiro EC         |
| 21 |     | Luizão              | Delantero     | Grêmio              |
| 22 |     | Rogério Ceni        | Portero       | São Paulo           |
| 23 |     | Kaká                | Mediocampista | São Paulo           |
| DT |     | Luiz Felipe Scolari |               |                     |

#### Jugadores por liga
| Liga             | Jugadores aportados |
| ---------------- | ------------------- |
| Brasileirão      | 13                  |
| Serie A          | 4                   |
| Primera División | 3                   |
| Ligue 1          | 2                   |
| Bundesliga       | 1                   |

#### Jugadores por estado
| Estado             | Jugadores aportados |
| ------------------ | ------------------- |
| São Paulo          | 8                   |
| Bahía              | 4                   |
| Paraná             | 3                   |
| Distrito Federal   | 2                   |
| Minas Gerais       | 2                   |
| Río Grande del Sur | 2                   |
| Pernambuco         | 1                   |
| Río de Janeiro     | 1                   |

## Participación
- Los horarios corresponden a la hora local de Corea del Sur y Japón (UTC+9).

### Partidos
| Fecha       | Lugar    | Instancia        |            |                       | Resultado |                                       |         |
| ----------- | -------- | ---------------- | ---------- | --------------------- | --------- | ------------------------------------- | ------- |
| 3 de junio  | Ulsan    | Fase de grupos   | Brasil     | Bandera de Brasil     | 2:1 (0:1) | Bandera de Turquía                    | Turquía |
| 8 de junio  | Seogwipo | Fase de grupos   | Brasil     | Bandera de Brasil     | 4:0 (3:0) | Bandera de la República Popular China | China   |
| 13 de junio | Suwon    | Fase de grupos   | Costa Rica | Bandera de Costa Rica | 2:5 (1:3) | Bandera de Brasil                     | Brasil  |
| 17 de junio | Kōbe     | Octavos de final | Brasil     | Bandera de Brasil     | 2:0 (1:0) | Bandera de Bélgica                    | Bélgica |
| 21 de junio | Shizuoka | Cuartos de final | Inglaterra | Bandera de Inglaterra | 1:2 (1:1) | Bandera de Brasil                     | Brasil  |
| 26 de junio | Saitama  | Semifinal        | Brasil     | Bandera de Brasil     | 1:0 (0:0) | Bandera de Turquía                    | Turquía |
| 30 de junio | Yokohama | Final            | Alemania   | Bandera de Alemania   | 0:2 (0:0) | Bandera de Brasil                     | Brasil  |

### Fase de grupos - Grupo C
| Selección  | Pts | PJ | PG | PE | PP | GF | GC | Dif |
| ---------- | --- | -- | -- | -- | -- | -- | -- | --- |
| Brasil     | 9   | 3  | 3  | 0  | 0  | 11 | 3  | 8   |
| Turquía    | 4   | 3  | 1  | 1  | 1  | 5  | 3  | 2   |
| Costa Rica | 4   | 3  | 1  | 1  | 1  | 5  | 6  | −1  |
| China      | 0   | 3  | 0  | 0  | 3  | 0  | 9  | −9  |

|  | Clasificados a los octavos de final. |

#### Brasil vs. Turquía
| 3 de junio, 18:00 | Brasil                    | 2:1 (0:1) | Turquía   | Estadio Mundialista, Ulsan                                |                                                           |
|                   | Ronaldo 50' · Rivaldo 87' | Reporte   | Şaş 45+2' | Asistencia: 33 842 espectadores Árbitro(s): Kim Young-joo | Asistencia: 33 842 espectadores Árbitro(s): Kim Young-joo |

| 1          | Guardameta     | Marcos              |     |
| 2          | Defensa        | Cafú                |     |
| 3          | Defensa        | Lúcio               |     |
| 4          | Defensa        | Roque Júnior        |     |
| 5          | Defensa        | Edmílson            |     |
| 6          | Defensa        | Roberto Carlos      |     |
| 8          | Centrocampista | Gilberto Silva      |     |
| 10         | Centrocampista | Rivaldo             |     |
| 11         | Centrocampista | Ronaldinho          | 67' |
| 19         | Centrocampista | Juninho Paulista    | 72' |
| 9          | Delantero      | Ronaldo             | 73' |
| Entrenador | Entrenador     | Luiz Felipe Scolari |     |

| 1          | Guardameta     | Rüştü Reçber     |     |
| 3          | Defensa        | Bülent Korkmaz   | 66' |
| 4          | Defensa        | Fatih Akyel      |     |
| 5          | Defensa        | Alpay Özalan     |     |
| 16         | Defensa        | Ümit Özat        |     |
| 20         | Defensa        | Hakan Ünsal      |     |
| 8          | Centrocampista | Tugay Kerimoğlu  | 88' |
| 10         | Centrocampista | Yıldıray Baştürk | 66' |
| 21         | Centrocampista | Emre Belözoğlu   |     |
| 9          | Delantero      | Hakan Şükür      |     |
| 11         | Delantero      | Hasan Şaş        |     |
| Entrenador | Entrenador     | Şenol Güneş      |     |

| 17 | Delantero      | Denílson | 67' |
| 18 | Centrocampista | Vampeta  | 72' |
| 21 | Delantero      | Luizão   | 73' |

| 17 | Delantero      | İlhan Mansız | 66' |
| 22 | Centrocampista | Ümit Davala  | 66' |
| 6  | Delantero      | Arif Erdem   | 88' |

| Anotado         | 50' | Ronaldo | 1:1 |
| Anotado · Penal | 87' | Rivaldo | 2:1 |

| Anotado | 45+1' | Hasan Şaş | 0:1 |

| Amonestado | 73' | Denílson |

| Amonestado           | 21'   | Fatih Akyel  |
| Amonestado           | 24'   | Hakan Ünsal  |
| Amonestado           | 44'   | Alpay Özalan |
| Expulsado            | 86'   | Alpay Özalan |
| Otorgado · Expulsado | 90+4' | Hakan Ünsal  |

| Árbitro             | Kim Young-joo      |
| Árbitros asistentes | Visva Krishnan     |
| Árbitros asistentes | Vladimir Fernández |
| Cuarto árbitro      | Vítor Melo Pereira |

| 1          | Guardameta     | Marcos              |     |
| 2          | Defensa        | Cafú                |     |
| 3          | Defensa        | Lúcio               |     |
| 4          | Defensa        | Roque Júnior        |     |
| 5          | Defensa        | Edmílson            |     |
| 6          | Defensa        | Roberto Carlos      |     |
| 8          | Centrocampista | Gilberto Silva      |     |
| 10         | Centrocampista | Rivaldo             |     |
| 11         | Centrocampista | Ronaldinho          | 67' |
| 19         | Centrocampista | Juninho Paulista    | 72' |
| 9          | Delantero      | Ronaldo             | 73' |
| Entrenador | Entrenador     | Luiz Felipe Scolari |     |

| 1          | Guardameta     | Rüştü Reçber     |     |
| 3          | Defensa        | Bülent Korkmaz   | 66' |
| 4          | Defensa        | Fatih Akyel      |     |
| 5          | Defensa        | Alpay Özalan     |     |
| 16         | Defensa        | Ümit Özat        |     |
| 20         | Defensa        | Hakan Ünsal      |     |
| 8          | Centrocampista | Tugay Kerimoğlu  | 88' |
| 10         | Centrocampista | Yıldıray Baştürk | 66' |
| 21         | Centrocampista | Emre Belözoğlu   |     |
| 9          | Delantero      | Hakan Şükür      |     |
| 11         | Delantero      | Hasan Şaş        |     |
| Entrenador | Entrenador     | Şenol Güneş      |     |

| 17 | Delantero      | Denílson | 67' |
| 18 | Centrocampista | Vampeta  | 72' |
| 21 | Delantero      | Luizão   | 73' |

| 17 | Delantero      | İlhan Mansız | 66' |
| 22 | Centrocampista | Ümit Davala  | 66' |
| 6  | Delantero      | Arif Erdem   | 88' |

| Anotado         | 50' | Ronaldo | 1:1 |
| Anotado · Penal | 87' | Rivaldo | 2:1 |

| Anotado | 45+1' | Hasan Şaş | 0:1 |

| Amonestado | 73' | Denílson |

| Amonestado           | 21'   | Fatih Akyel  |
| Amonestado           | 24'   | Hakan Ünsal  |
| Amonestado           | 44'   | Alpay Özalan |
| Expulsado            | 86'   | Alpay Özalan |
| Otorgado · Expulsado | 90+4' | Hakan Ünsal  |

| Árbitro             | Kim Young-joo      |
| Árbitros asistentes | Visva Krishnan     |
| Árbitros asistentes | Vladimir Fernández |
| Cuarto árbitro      | Vítor Melo Pereira |

| Estadísticas      | Bandera de Brasil | Bandera de Turquía |
| Tiros             | 19                | 6                  |
| Tiros a puerta    | 12                | 4                  |
| Faltas            | 18                | 22                 |
| Saques de esquina | 4                 | 3                  |
| Penaltis          | 1 (1)             | 0                  |
| Fueras de juego   | 3                 | 1                  |
| Posesión de balón | 51%               | 49%                |

#### Brasil vs. China
| 8 de junio, 20:30 | Brasil                                                                 | 4:0 (3:0) | China | Estadio Mundialista, Seogwipo                            |                                                          |
|                   | Roberto Carlos 15' · Rivaldo 32' · Ronaldinho 45' (pen.) · Ronaldo 55' | Reporte   |       | Asistencia: 36 750 espectadores Árbitro(s): Anders Frisk | Asistencia: 36 750 espectadores Árbitro(s): Anders Frisk |

| 1          | Guardameta     | Marcos              |     |
| 2          | Defensa        | Cafú                |     |
| 3          | Defensa        | Lúcio               |     |
| 4          | Defensa        | Roque Júnior        |     |
| 6          | Defensa        | Roberto Carlos      |     |
| 14         | Defensa        | Anderson Polga      |     |
| 8          | Centrocampista | Gilberto Silva      |     |
| 10         | Centrocampista | Rivaldo             |     |
| 11         | Centrocampista | Ronaldinho          | 46' |
| 19         | Centrocampista | Juninho Paulista    | 70' |
| 9          | Delantero      | Ronaldo             | 72' |
| Entrenador | Entrenador     | Luiz Felipe Scolari |     |

| 22         | Guardameta     | Jiang Jin        |     |
| 4          | Defensa        | Wu Chengying     |     |
| 14         | Defensa        | Li Weifeng       |     |
| 17         | Defensa        | Du Wei           |     |
| 21         | Defensa        | Xu Yunlong       |     |
| 8          | Centrocampista | Li Tie           |     |
| 9          | Centrocampista | Ma Mingyu        | 62' |
| 15         | Centrocampista | Ma Mingyu        |     |
| 18         | Centrocampista | Li Xiaopeng      |     |
| 19         | Centrocampista | Qi Hong          | 66' |
| 10         | Delantero      | Hao Haidong      | 75' |
| Entrenador | Entrenador     | Bora Milutinović |     |

| 17 | Delantero      | Denílson   | 46' |
| 7  | Centrocampista | Ricardinho | 70' |
| 20 | Delantero      | Edílson    | 72' |

| 3  | Centrocampista | Yang Pu    | 62' |
| 6  | Centrocampista | Shao Jiayi | 66' |
| 16 | Delantero      | Qu Bo      | 75' |

| Anotado         | 15' | Roberto Carlos | 1:0 |
| Anotado         | 32' | Rivaldo        | 2:0 |
| Anotado · Penal | 45' | Ronaldinho     | 3:0 |
| Anotado         | 55' | Ronaldo        | 4:0 |

| Amonestado | 25' | Ronaldinho   |
| Amonestado | 69' | Roque Júnior |

| Árbitro             | Anders Frisk  |
| Árbitros asistentes | Leif Lindberg |
| Árbitros asistentes | Bomer Fierro  |
| Cuarto árbitro      | Ali Bujsaim   |

| 1          | Guardameta     | Marcos              |     |
| 2          | Defensa        | Cafú                |     |
| 3          | Defensa        | Lúcio               |     |
| 4          | Defensa        | Roque Júnior        |     |
| 6          | Defensa        | Roberto Carlos      |     |
| 14         | Defensa        | Anderson Polga      |     |
| 8          | Centrocampista | Gilberto Silva      |     |
| 10         | Centrocampista | Rivaldo             |     |
| 11         | Centrocampista | Ronaldinho          | 46' |
| 19         | Centrocampista | Juninho Paulista    | 70' |
| 9          | Delantero      | Ronaldo             | 72' |
| Entrenador | Entrenador     | Luiz Felipe Scolari |     |

| 22         | Guardameta     | Jiang Jin        |     |
| 4          | Defensa        | Wu Chengying     |     |
| 14         | Defensa        | Li Weifeng       |     |
| 17         | Defensa        | Du Wei           |     |
| 21         | Defensa        | Xu Yunlong       |     |
| 8          | Centrocampista | Li Tie           |     |
| 9          | Centrocampista | Ma Mingyu        | 62' |
| 15         | Centrocampista | Ma Mingyu        |     |
| 18         | Centrocampista | Li Xiaopeng      |     |
| 19         | Centrocampista | Qi Hong          | 66' |
| 10         | Delantero      | Hao Haidong      | 75' |
| Entrenador | Entrenador     | Bora Milutinović |     |

| 17 | Delantero      | Denílson   | 46' |
| 7  | Centrocampista | Ricardinho | 70' |
| 20 | Delantero      | Edílson    | 72' |

| 3  | Centrocampista | Yang Pu    | 62' |
| 6  | Centrocampista | Shao Jiayi | 66' |
| 16 | Delantero      | Qu Bo      | 75' |

| Anotado         | 15' | Roberto Carlos | 1:0 |
| Anotado         | 32' | Rivaldo        | 2:0 |
| Anotado · Penal | 45' | Ronaldinho     | 3:0 |
| Anotado         | 55' | Ronaldo        | 4:0 |

| Amonestado | 25' | Ronaldinho   |
| Amonestado | 69' | Roque Júnior |

| Árbitro             | Anders Frisk  |
| Árbitros asistentes | Leif Lindberg |
| Árbitros asistentes | Bomer Fierro  |
| Cuarto árbitro      | Ali Bujsaim   |

| Estadísticas      | Bandera de Brasil | Bandera de la República Popular China |
| Tiros             | 11                | 5                                     |
| Tiros a puerta    | 8                 | 3                                     |
| Faltas            | 13                | 7                                     |
| Saques de esquina | 6                 | 5                                     |
| Penaltis          | 1 (1)             | 0                                     |
| Fueras de juego   | 6                 | 0                                     |
| Posesión de balón | 57%               | 43%                                   |

#### Costa Rica vs. Brasil
| 13 de junio, 15:30 | Costa Rica               | 2:5 (1:3) | Brasil                                                     | Estadio Mundialista, Suwon                                    |                                                               |
|                    | Wanchope 39' · Gómez 56' | Reporte   | Ronaldo 10', 13' · Edmílson 38' · Rivaldo 62' · Júnior 64' | Asistencia: 38 524 espectadores Árbitro(s): Gamal Al-Ghandour | Asistencia: 38 524 espectadores Árbitro(s): Gamal Al-Ghandour |

| 1          | Guardameta     | Erick Lonnis        |     |
| 3          | Defensa        | Luis Marín          |     |
| 4          | Defensa        | Mauricio Wright     |     |
| 5          | Defensa        | Gilberto Martínez   | 74' |
| 15         | Defensa        | Harold Wallace      | 46' |
| 22         | Defensa        | Carlos Castro       |     |
| 6          | Centrocampista | Wilmer López        |     |
| 8          | Centrocampista | Mauricio Solís      | 65' |
| 10         | Centrocampista | Walter Centeno      |     |
| 9          | Delantero      | Paulo Wanchope      |     |
| 11         | Delantero      | Rónald Gómez        |     |
| Entrenador | Entrenador     | Alexandre Guimarães |     |

| 1          | Guardameta     | Marcos              |     |
| 2          | Defensa        | Cafú                |     |
| 3          | Defensa        | Lúcio               |     |
| 5          | Defensa        | Edmílson            |     |
| 14         | Defensa        | Anderson Polga      |     |
| 16         | Defensa        | Júnior              |     |
| 8          | Centrocampista | Gilberto Silva      |     |
| 10         | Centrocampista | Rivaldo             | 72' |
| 19         | Centrocampista | Juninho Paulista    | 61' |
| 9          | Delantero      | Ronaldo             |     |
| 20         | Delantero      | Edílson             | 57' |
| Entrenador | Entrenador     | Luiz Felipe Scolari |     |

| 16 | Delantero      | Steven Bryce    | 46' |
| 7  | Delantero      | Rolando Fonseca | 65' |
| 12 | Centrocampista | Winston Parks   | 74' |

| 15 | Centrocampista | Kléberson  | 57' |
| 7  | Centrocampista | Ricardinho | 61' |
| 23 | Delantero      | Kaká       | 72' |

| Anotado | 39' | Paulo Wanchope | 1:3 |
| Anotado | 56' | Rónald Gómez   | 2:3 |

| Anotado | 10' | Ronaldo  | 0:1 |
| Anotado | 13' | Ronaldo  | 0:2 |
| Anotado | 38' | Edmílson | 0:3 |
| Anotado | 62' | Rivaldo  | 2:4 |
| Anotado | 64' | Júnior   | 2:5 |

| Amonestado | 90+3' | Cafú |

| Árbitro             | Gamal Al-Ghandour |
| Árbitros asistentes | Wagih Farag       |
| Árbitros asistentes | Egon Bereuter     |
| Cuarto árbitro      | Ľuboš Micheľ      |

| 1          | Guardameta     | Erick Lonnis        |     |
| 3          | Defensa        | Luis Marín          |     |
| 4          | Defensa        | Mauricio Wright     |     |
| 5          | Defensa        | Gilberto Martínez   | 74' |
| 15         | Defensa        | Harold Wallace      | 46' |
| 22         | Defensa        | Carlos Castro       |     |
| 6          | Centrocampista | Wilmer López        |     |
| 8          | Centrocampista | Mauricio Solís      | 65' |
| 10         | Centrocampista | Walter Centeno      |     |
| 9          | Delantero      | Paulo Wanchope      |     |
| 11         | Delantero      | Rónald Gómez        |     |
| Entrenador | Entrenador     | Alexandre Guimarães |     |

| 1          | Guardameta     | Marcos              |     |
| 2          | Defensa        | Cafú                |     |
| 3          | Defensa        | Lúcio               |     |
| 5          | Defensa        | Edmílson            |     |
| 14         | Defensa        | Anderson Polga      |     |
| 16         | Defensa        | Júnior              |     |
| 8          | Centrocampista | Gilberto Silva      |     |
| 10         | Centrocampista | Rivaldo             | 72' |
| 19         | Centrocampista | Juninho Paulista    | 61' |
| 9          | Delantero      | Ronaldo             |     |
| 20         | Delantero      | Edílson             | 57' |
| Entrenador | Entrenador     | Luiz Felipe Scolari |     |

| 16 | Delantero      | Steven Bryce    | 46' |
| 7  | Delantero      | Rolando Fonseca | 65' |
| 12 | Centrocampista | Winston Parks   | 74' |

| 15 | Centrocampista | Kléberson  | 57' |
| 7  | Centrocampista | Ricardinho | 61' |
| 23 | Delantero      | Kaká       | 72' |

| Anotado | 39' | Paulo Wanchope | 1:3 |
| Anotado | 56' | Rónald Gómez   | 2:3 |

| Anotado | 10' | Ronaldo  | 0:1 |
| Anotado | 13' | Ronaldo  | 0:2 |
| Anotado | 38' | Edmílson | 0:3 |
| Anotado | 62' | Rivaldo  | 2:4 |
| Anotado | 64' | Júnior   | 2:5 |

| Amonestado | 90+3' | Cafú |

| Árbitro             | Gamal Al-Ghandour |
| Árbitros asistentes | Wagih Farag       |
| Árbitros asistentes | Egon Bereuter     |
| Cuarto árbitro      | Ľuboš Micheľ      |

| Estadísticas      | Bandera de Costa Rica | Bandera de Brasil |
| Tiros             | 17                    | 13                |
| Tiros a puerta    | 9                     | 8                 |
| Faltas            | 15                    | 6                 |
| Saques de esquina | 14                    | 6                 |
| Penaltis          | 0                     | 0                 |
| Fueras de juego   | 3                     | 8                 |
| Posesión de balón | 48%                   | 52%               |

### Octavos de final

#### Brasil vs. Bélgica
| 17 de junio, 20:30 | Brasil                    | 2:0 (0:0) | Bélgica | Estadio de las Alas, Kōbe                                     |                                                               |
|                    | Rivaldo 67' · Ronaldo 87' | Reporte   |         | Asistencia: 40 440 espectadores Árbitro(s): Peter Prendergast | Asistencia: 40 440 espectadores Árbitro(s): Peter Prendergast |

| 1          | Guardameta     | Marcos              |     |
| 2          | Defensa        | Cafú                |     |
| 3          | Defensa        | Lúcio               |     |
| 4          | Defensa        | Roque Júnior        |     |
| 5          | Defensa        | Edmílson            |     |
| 6          | Defensa        | Roberto Carlos      |     |
| 8          | Centrocampista | Gilberto Silva      |     |
| 10         | Centrocampista | Rivaldo             | 90' |
| 11         | Centrocampista | Ronaldinho          | 81' |
| 19         | Centrocampista | Juninho Paulista    | 57' |
| 9          | Delantero      | Ronaldo             |     |
| Entrenador | Entrenador     | Luiz Felipe Scolari |     |

| 1          | Guardameta     | Geert de Vlieger    |     |
| 5          | Defensa        | Nico van Kerckhoven |     |
| 15         | Defensa        | Jacky Peeters       | 72' |
| 16         | Defensa        | Daniel van Buyten   |     |
| 6          | Centrocampista | Timmy Simons        |     |
| 8          | Centrocampista | Bart Goor           |     |
| 10         | Centrocampista | Johan Walem         |     |
| 11         | Centrocampista | Gert Verheyen       |     |
| 18         | Centrocampista | Yves Vanderhaeghe   |     |
| 7          | Delantero      | Marc Wilmots        |     |
| 22         | Delantero      | Mbo Mpenza          |     |
| Entrenador | Entrenador     | Robert Waseige      |     |

| 17 | Centrocampista | Denílson   | 57' |
| 15 | Centrocampista | Kléberson  | 81' |
| 7  | Centrocampista | Ricardinho | 90' |

| 9 | Delantero | Wesley Sonck | 72' |

| Anotado | 67' | Rivaldo | 1:0 |
| Anotado | 87' | Ronaldo | 2:0 |

| Amonestado | 28' | Roberto Carlos |

| Amonestado | 24' | Yves Vanderhaeghe |

| Árbitro             | Peter Prendergast |
| Árbitros asistentes | Yury Dupanov      |
| Árbitros asistentes | Mohamed Saeed     |
| Cuarto árbitro      | Tōru Kamikawa     |

| 1          | Guardameta     | Marcos              |     |
| 2          | Defensa        | Cafú                |     |
| 3          | Defensa        | Lúcio               |     |
| 4          | Defensa        | Roque Júnior        |     |
| 5          | Defensa        | Edmílson            |     |
| 6          | Defensa        | Roberto Carlos      |     |
| 8          | Centrocampista | Gilberto Silva      |     |
| 10         | Centrocampista | Rivaldo             | 90' |
| 11         | Centrocampista | Ronaldinho          | 81' |
| 19         | Centrocampista | Juninho Paulista    | 57' |
| 9          | Delantero      | Ronaldo             |     |
| Entrenador | Entrenador     | Luiz Felipe Scolari |     |

| 1          | Guardameta     | Geert de Vlieger    |     |
| 5          | Defensa        | Nico van Kerckhoven |     |
| 15         | Defensa        | Jacky Peeters       | 72' |
| 16         | Defensa        | Daniel van Buyten   |     |
| 6          | Centrocampista | Timmy Simons        |     |
| 8          | Centrocampista | Bart Goor           |     |
| 10         | Centrocampista | Johan Walem         |     |
| 11         | Centrocampista | Gert Verheyen       |     |
| 18         | Centrocampista | Yves Vanderhaeghe   |     |
| 7          | Delantero      | Marc Wilmots        |     |
| 22         | Delantero      | Mbo Mpenza          |     |
| Entrenador | Entrenador     | Robert Waseige      |     |

| 17 | Centrocampista | Denílson   | 57' |
| 15 | Centrocampista | Kléberson  | 81' |
| 7  | Centrocampista | Ricardinho | 90' |

| 9 | Delantero | Wesley Sonck | 72' |

| Anotado | 67' | Rivaldo | 1:0 |
| Anotado | 87' | Ronaldo | 2:0 |

| Amonestado | 28' | Roberto Carlos |

| Amonestado | 24' | Yves Vanderhaeghe |

| Árbitro             | Peter Prendergast |
| Árbitros asistentes | Yury Dupanov      |
| Árbitros asistentes | Mohamed Saeed     |
| Cuarto árbitro      | Tōru Kamikawa     |

| Estadísticas      | Bandera de Brasil | Bandera de Bélgica |
| Tiros             | 14                | 13                 |
| Tiros a puerta    | 4                 | 5                  |
| Faltas            | 14                | 17                 |
| Saques de esquina | 6                 | 7                  |
| Penaltis          | 0                 | 0                  |
| Fueras de juego   | 3                 | 2                  |
| Posesión de balón | 54%               | 46%                |

### Cuartos de final

#### Inglaterra vs. Brasil
| 21 de junio, 15:30 | Inglaterra | 1:2 (1:1) | Brasil                         | Estadio Ecopa, Shizuoka                                       |                                                               |
|                    | Owen 23'   | Reporte   | Rivaldo 45+2' · Ronaldinho 50' | Asistencia: 47 436 espectadores Árbitro(s): Felipe Ramos Rizo | Asistencia: 47 436 espectadores Árbitro(s): Felipe Ramos Rizo |

| 1          | Guardameta     | David Seaman        |     |
| 2          | Defensa        | Danny Mills         |     |
| 3          | Defensa        | Ashley Cole         | 80' |
| 5          | Defensa        | Rio Ferdinand       |     |
| 6          | Defensa        | Sol Campbell        |     |
| 4          | Centrocampista | Trevor Sinclair     | 56' |
| 7          | Centrocampista | David Beckham       |     |
| 8          | Centrocampista | Paul Scholes        |     |
| 21         | Centrocampista | Nicky Butt          |     |
| 10         | Delantero      | Michael Owen        | 79' |
| 11         | Delantero      | Emile Heskey        |     |
| Entrenador | Entrenador     | Sven-Göran Eriksson |     |

| 1          | Guardameta     | Marcos              |     |
| 2          | Defensa        | Cafú                |     |
| 3          | Defensa        | Lúcio               |     |
| 4          | Defensa        | Roque Júnior        |     |
| 5          | Defensa        | Edmílson            |     |
| 6          | Defensa        | Roberto Carlos      |     |
| 8          | Centrocampista | Gilberto Silva      |     |
| 10         | Centrocampista | Rivaldo             |     |
| 11         | Centrocampista | Ronaldinho          |     |
| 15         | Centrocampista | Kléberson           |     |
| 9          | Delantero      | Ronaldo             | 70' |
| Entrenador | Entrenador     | Luiz Felipe Scolari |     |

| 23 | Centrocampista | Kieron Dyer      | 56' |
| 20 | Delantero      | Darius Vassell   | 79' |
| 17 | Delantero      | Teddy Sheringham | 80' |

| 20 | Delantero | Edílson | 70' |

| Anotado | 23' | Michael Owen | 1:0 |

| Anotado | 45+2' | Rivaldo    | 1:1 |
| Anotado | 50'   | Ronaldinho | 1:2 |

| Amonestado | 75' | Paul Scholes  |
| Amonestado | 86' | Rio Ferdinand |

| Expulsado | 57' | Ronaldinho |

| Árbitro             | Felipe Ramos Rizo |
| Árbitros asistentes | Héctor Vergara    |
| Árbitros asistentes | Mohamed Saeed     |
| Cuarto árbitro      | Ali Bujsaim       |

| 1          | Guardameta     | David Seaman        |     |
| 2          | Defensa        | Danny Mills         |     |
| 3          | Defensa        | Ashley Cole         | 80' |
| 5          | Defensa        | Rio Ferdinand       |     |
| 6          | Defensa        | Sol Campbell        |     |
| 4          | Centrocampista | Trevor Sinclair     | 56' |
| 7          | Centrocampista | David Beckham       |     |
| 8          | Centrocampista | Paul Scholes        |     |
| 21         | Centrocampista | Nicky Butt          |     |
| 10         | Delantero      | Michael Owen        | 79' |
| 11         | Delantero      | Emile Heskey        |     |
| Entrenador | Entrenador     | Sven-Göran Eriksson |     |

| 1          | Guardameta     | Marcos              |     |
| 2          | Defensa        | Cafú                |     |
| 3          | Defensa        | Lúcio               |     |
| 4          | Defensa        | Roque Júnior        |     |
| 5          | Defensa        | Edmílson            |     |
| 6          | Defensa        | Roberto Carlos      |     |
| 8          | Centrocampista | Gilberto Silva      |     |
| 10         | Centrocampista | Rivaldo             |     |
| 11         | Centrocampista | Ronaldinho          |     |
| 15         | Centrocampista | Kléberson           |     |
| 9          | Delantero      | Ronaldo             | 70' |
| Entrenador | Entrenador     | Luiz Felipe Scolari |     |

| 23 | Centrocampista | Kieron Dyer      | 56' |
| 20 | Delantero      | Darius Vassell   | 79' |
| 17 | Delantero      | Teddy Sheringham | 80' |

| 20 | Delantero | Edílson | 70' |

| Anotado | 23' | Michael Owen | 1:0 |

| Anotado | 45+2' | Rivaldo    | 1:1 |
| Anotado | 50'   | Ronaldinho | 1:2 |

| Amonestado | 75' | Paul Scholes  |
| Amonestado | 86' | Rio Ferdinand |

| Expulsado | 57' | Ronaldinho |

| Árbitro             | Felipe Ramos Rizo |
| Árbitros asistentes | Héctor Vergara    |
| Árbitros asistentes | Mohamed Saeed     |
| Cuarto árbitro      | Ali Bujsaim       |

| Estadísticas      | Bandera de Inglaterra | Bandera de Brasil |
| Tiros             | 6                     | 9                 |
| Tiros a puerta    | 2                     | 4                 |
| Faltas            | 20                    | 18                |
| Saques de esquina | 5                     | 2                 |
| Penaltis          | 0                     | 0                 |
| Fueras de juego   | 2                     | 6                 |
| Posesión de balón | 48%                   | 52%               |

### Semifinal

#### Brasil vs. Turquía
| 26 de junio, 20:30 | Brasil      | 1:0 (0:0) | Turquía | Estadio Saitama 2002, Saitama                                  |                                                                |
|                    | Ronaldo 49' | Reporte   |         | Asistencia: 61 058 espectadores Árbitro(s): Kim Milton Nielsen | Asistencia: 61 058 espectadores Árbitro(s): Kim Milton Nielsen |

| 1          | Guardameta     | Marcos              |     |
| 2          | Defensa        | Cafú                |     |
| 3          | Defensa        | Lúcio               |     |
| 4          | Defensa        | Roque Júnior        |     |
| 5          | Defensa        | Edmílson            |     |
| 6          | Defensa        | Roberto Carlos      |     |
| 8          | Centrocampista | Gilberto Silva      |     |
| 10         | Centrocampista | Rivaldo             |     |
| 15         | Centrocampista | Kléberson           | 85' |
| 9          | Delantero      | Ronaldo             | 68' |
| 20         | Delantero      | Edílson             | 75' |
| Entrenador | Entrenador     | Luiz Felipe Scolari |     |

| 1          | Guardameta     | Rüştü Reçber     |     |
| 3          | Defensa        | Bülent Korkmaz   |     |
| 4          | Defensa        | Fatih Akyel      |     |
| 5          | Defensa        | Alpay Özalan     |     |
| 8          | Centrocampista | Tugay Kerimoğlu  |     |
| 10         | Centrocampista | Yıldıray Baştürk | 88' |
| 18         | Centrocampista | Ergün Penbe      |     |
| 21         | Centrocampista | Emre Belözoğlu   | 62' |
| 22         | Centrocampista | Ümit Davala      | 74' |
| 9          | Delantero      | Hakan Şükür      |     |
| 11         | Delantero      | Hasan Şaş        |     |
| Entrenador | Entrenador     | Şenol Güneş      |     |

| 21 | Delantero      | Luizão           | 68' |
| 17 | Centrocampista | Denílson         | 75' |
| 13 | Defensa        | Juliano Belletti | 85' |

| 17 | Delantero      | İlhan Mansız | 62' |
| 13 | Centrocampista | Muzzy Izzet  | 74' |
| 6  | Delantero      | Arif Erdem   | 88' |

| Anotado | 49' | Ronaldo | 1:0 |

| Amonestado | 41' | Gilberto Silva |

| Amonestado | 59' | Tugay Kerimoğlu |
| Amonestado | 90' | Hasan Şaş       |

| Árbitro             | Kim Milton Nielsen |
| Árbitros asistentes | Maciej Wierzbowski |
| Árbitros asistentes | Igor Šramka        |
| Cuarto árbitro      | Brian Hall         |

| 1          | Guardameta     | Marcos              |     |
| 2          | Defensa        | Cafú                |     |
| 3          | Defensa        | Lúcio               |     |
| 4          | Defensa        | Roque Júnior        |     |
| 5          | Defensa        | Edmílson            |     |
| 6          | Defensa        | Roberto Carlos      |     |
| 8          | Centrocampista | Gilberto Silva      |     |
| 10         | Centrocampista | Rivaldo             |     |
| 15         | Centrocampista | Kléberson           | 85' |
| 9          | Delantero      | Ronaldo             | 68' |
| 20         | Delantero      | Edílson             | 75' |
| Entrenador | Entrenador     | Luiz Felipe Scolari |     |

| 1          | Guardameta     | Rüştü Reçber     |     |
| 3          | Defensa        | Bülent Korkmaz   |     |
| 4          | Defensa        | Fatih Akyel      |     |
| 5          | Defensa        | Alpay Özalan     |     |
| 8          | Centrocampista | Tugay Kerimoğlu  |     |
| 10         | Centrocampista | Yıldıray Baştürk | 88' |
| 18         | Centrocampista | Ergün Penbe      |     |
| 21         | Centrocampista | Emre Belözoğlu   | 62' |
| 22         | Centrocampista | Ümit Davala      | 74' |
| 9          | Delantero      | Hakan Şükür      |     |
| 11         | Delantero      | Hasan Şaş        |     |
| Entrenador | Entrenador     | Şenol Güneş      |     |

| 21 | Delantero      | Luizão           | 68' |
| 17 | Centrocampista | Denílson         | 75' |
| 13 | Defensa        | Juliano Belletti | 85' |

| 17 | Delantero      | İlhan Mansız | 62' |
| 13 | Centrocampista | Muzzy Izzet  | 74' |
| 6  | Delantero      | Arif Erdem   | 88' |

| Anotado | 49' | Ronaldo | 1:0 |

| Amonestado | 41' | Gilberto Silva |

| Amonestado | 59' | Tugay Kerimoğlu |
| Amonestado | 90' | Hasan Şaş       |

| Árbitro             | Kim Milton Nielsen |
| Árbitros asistentes | Maciej Wierzbowski |
| Árbitros asistentes | Igor Šramka        |
| Cuarto árbitro      | Brian Hall         |

| Estadísticas      | Bandera de Brasil | Bandera de Turquía |
| Tiros             | 18                | 9                  |
| Tiros a puerta    | 11                | 3                  |
| Faltas            | 18                | 16                 |
| Saques de esquina | 7                 | 8                  |
| Penaltis          | 0                 | 0                  |
| Fueras de juego   | 0                 | 0                  |
| Posesión de balón | 45%               | 55%                |

### Final

#### Alemania vs. Brasil
| 30 de junio, 20:00 | Alemania | 0:2 (0:0) | Brasil           | Estadio Internacional, Yokohama                               |                                                               |
|                    |          | Reporte   | Ronaldo 67', 79' | Asistencia: 69 029 espectadores Árbitro(s): Pierluigi Collina | Asistencia: 69 029 espectadores Árbitro(s): Pierluigi Collina |

| 1          | Guardameta     | Oliver Kahn         |     |
| 2          | Defensa        | Thomas Linke        |     |
| 21         | Defensa        | Christoph Metzelder |     |
| 5          | Defensa        | Carsten Ramelow     |     |
| 8          | Centrocampista | Dietmar Hamann      |     |
| 16         | Centrocampista | Jens Jeremies       | 77' |
| 19         | Centrocampista | Bernd Schneider     |     |
| 22         | Centrocampista | Torsten Frings      |     |
| 7          | Delantero      | Oliver Neuville     |     |
| 11         | Delantero      | Miroslav Klose      | 74' |
| 17         | Delantero      | Marco Bode          | 84' |
| Entrenador | Entrenador     | Rudi Völler         |     |

| 1          | Guardameta     | Marcos              |     |
| 2          | Defensa        | Cafú                |     |
| 3          | Defensa        | Lúcio               |     |
| 4          | Defensa        | Roque Júnior        |     |
| 5          | Defensa        | Edmílson            |     |
| 6          | Defensa        | Roberto Carlos      |     |
| 8          | Centrocampista | Gilberto Silva      |     |
| 10         | Centrocampista | Rivaldo             |     |
| 11         | Centrocampista | Ronaldinho          | 85' |
| 15         | Centrocampista | Kléberson           |     |
| 9          | Delantero      | Ronaldo             | 90' |
| Entrenador | Entrenador     | Luiz Felipe Scolari |     |

| 20 | Delantero      | Oliver Bierhoff | 74' |
| 14 | Delantero      | Gerald Asamoah  | 77' |
| 6  | Centrocampista | Christian Ziege | 84' |

| 19 | Centrocampista | Juninho Paulista | 85' |
| 17 | Centrocampista | Denílson         | 90' |

| Anotado | 67' | Ronaldo | 0:1 |
| Anotado | 79' | Ronaldo | 0:2 |

| Amonestado | 9' | Miroslav Klose |

| Amonestado | 6' | Roque Júnior |

| Árbitro             | Pierluigi Collina |
| Árbitros asistentes | Leif Lindberg     |
| Árbitros asistentes | Philip Sharp      |
| Cuarto árbitro      | Hugh Dallas       |

| 1          | Guardameta     | Oliver Kahn         |     |
| 2          | Defensa        | Thomas Linke        |     |
| 21         | Defensa        | Christoph Metzelder |     |
| 5          | Defensa        | Carsten Ramelow     |     |
| 8          | Centrocampista | Dietmar Hamann      |     |
| 16         | Centrocampista | Jens Jeremies       | 77' |
| 19         | Centrocampista | Bernd Schneider     |     |
| 22         | Centrocampista | Torsten Frings      |     |
| 7          | Delantero      | Oliver Neuville     |     |
| 11         | Delantero      | Miroslav Klose      | 74' |
| 17         | Delantero      | Marco Bode          | 84' |
| Entrenador | Entrenador     | Rudi Völler         |     |

| 1          | Guardameta     | Marcos              |     |
| 2          | Defensa        | Cafú                |     |
| 3          | Defensa        | Lúcio               |     |
| 4          | Defensa        | Roque Júnior        |     |
| 5          | Defensa        | Edmílson            |     |
| 6          | Defensa        | Roberto Carlos      |     |
| 8          | Centrocampista | Gilberto Silva      |     |
| 10         | Centrocampista | Rivaldo             |     |
| 11         | Centrocampista | Ronaldinho          | 85' |
| 15         | Centrocampista | Kléberson           |     |
| 9          | Delantero      | Ronaldo             | 90' |
| Entrenador | Entrenador     | Luiz Felipe Scolari |     |

| 20 | Delantero      | Oliver Bierhoff | 74' |
| 14 | Delantero      | Gerald Asamoah  | 77' |
| 6  | Centrocampista | Christian Ziege | 84' |

| 19 | Centrocampista | Juninho Paulista | 85' |
| 17 | Centrocampista | Denílson         | 90' |

| Anotado | 67' | Ronaldo | 0:1 |
| Anotado | 79' | Ronaldo | 0:2 |

| Amonestado | 9' | Miroslav Klose |

| Amonestado | 6' | Roque Júnior |

| Árbitro             | Pierluigi Collina |
| Árbitros asistentes | Leif Lindberg     |
| Árbitros asistentes | Philip Sharp      |
| Cuarto árbitro      | Hugh Dallas       |

| Estadísticas      | Bandera de Alemania | Bandera de Brasil |
| Tiros             | 9                   | 12                |
| Tiros a puerta    | 7                   | 4                 |
| Faltas            | 19                  | 21                |
| Saques de esquina | 3                   | 13                |
| Penaltis          | 0                   | 0                 |
| Fueras de juego   | 0                   | 1                 |
| Posesión de balón | 43%                 | 57%               |

## Estadísticas

### Posiciones
| Equipo | Equipo   | Pts | PJ | PG | PE | PP | GF | GC | Dif | Rend  |
| ------ | -------- | --- | -- | -- | -- | -- | -- | -- | --- | ----- |
| 1      | Brasil   | 21  | 7  | 7  | 0  | 0  | 18 | 4  | 14  | 100%  |
| 2      | Alemania | 16  | 7  | 5  | 1  | 1  | 14 | 3  | 11  | 76,2% |
| 3      | Turquía  | 13  | 7  | 4  | 1  | 2  | 10 | 6  | 4   | 61,9% |

### Estadísticas de jugadores
| #              | Nombre           | PJ       | Anotado  | Asistencias |          |          | Doble Tarjeta Amarilla y Roja |
| Porteros       | Porteros         | Porteros | Porteros | Porteros    | Porteros | Porteros | Porteros                      |
| -------------- | ---------------- | -------- | -------- | ----------- | -------- | -------- | ----------------------------- |
| 1              | Marcos           | 7        | -4       | 0           | 0        | 0        | 0                             |
| 12             | Dida             | 0        | 0        | 0           | 0        | 0        | 0                             |
| 22             | Rogério Ceni     | 0        | 0        | 0           | 0        | 0        | 0                             |
| Defensas       |                  |          |          |             |          |          |                               |
| 2              | Cafú             | 7        | 0        | 1           | 1        | 0        | 0                             |
| 3              | Lúcio            | 7        | 0        | 0           | 0        | 0        | 0                             |
| 4              | Roque Júnior     | 6        | 0        | 0           | 2        | 0        | 0                             |
| 5              | Edmílson         | 6        | 1        | 1           | 0        | 0        | 0                             |
| 6              | Roberto Carlos   | 6        | 1        | 0           | 1        | 0        | 0                             |
| 13             | Belletti         | 1        | 0        | 0           | 0        | 0        | 0                             |
| 14             | Anderson Polga   | 2        | 0        | 0           | 0        | 0        | 0                             |
| 16             | Júnior           | 1        | 1        | 1           | 0        | 0        | 0                             |
| Mediocampistas |                  |          |          |             |          |          |                               |
| 7              | Ricardinho       | 3        | 0        | 0           | 0        | 0        | 0                             |
| 8              | Gilberto Silva   | 7        | 0        | 1           | 1        | 0        | 0                             |
| 15             | Kléberson        | 5        | 0        | 2           | 0        | 0        | 0                             |
| 17             | Denílson         | 5        | 0        | 0           | 1        | 0        | 0                             |
| 19             | Juninho Paulista | 5        | 0        | 0           | 0        | 0        | 0                             |
| 18             | Vampeta          | 1        | 0        | 0           | 0        | 0        | 0                             |
| 23             | Kaká             | 1        | 0        | 0           | 0        | 0        | 0                             |
| Delanteros     |                  |          |          |             |          |          |                               |
| 9              | Ronaldo          | 7        | 8        | 0           | 0        | 0        | 0                             |
| 10             | Rivaldo          | 7        | 5        | 2           | 0        | 0        | 0                             |
| 11             | Ronaldinho       | 5        | 2        | 3           | 1        | 1        | 0                             |
| 20             | Edílson          | 4        | 0        | 1           | 0        | 0        | 0                             |
| 21             | Luizão           | 2        | 0        | 0           | 0        | 0        | 0                             |